# 86/09 Live
86/09 Live è il secondo album dal vivo del cantautore italiano Franco Ricciardi.
Si tratta di un doppio CD pubblicato nel 2009.

## Tracce
CD 1
1. 'Na vita 'e musica
2. 167
3. Giulia
4. Se lei non m'ama
5. Mai mai mai
6. Cosa sei
7. Vivere così
8. Se ho scelto te
9. L'ascensore
10. Cuore nero
11. Bella
12. Lei
13. Prumesse
14. Staie cu mme
15. M'annammoro 'n'ata vota

CD 2
1. 'O sarracino
2. Nun me lassà
3. Bella signora
4. Vivo
5. Rieste cu mme
6. 'A storia 'e Maria
7. Mia cugina
8. Fai l'amore
9. Vado a dormire
10. Male
11. Treno